# Gion bayashi
Gion bayashi, Brasil: A música de Gion , é um filme japonês de 1953 dirigido por Kenji Mizoguchi, centrado no pós-guerra do distrito de Gion em Kyoto, retratando a relação entre uma gueixa e uma adolescente que deseja virar sua aprendiz. O filme é baseado no romance de Matsutaro Kawaguchi, que também produziu o roteiro.
O filme faz parte da lista dos 1000 melhores filmes de todos os tempos do The New York Times. 

## Ligações Externas
A música de Gion. no IMDb. 